# Prisika (Dobretići, BiH)
Prisika je naseljeno mjesto u općini Dobretići, Federacija Bosne i Hercegovine, BiH.

## Povijest
Do potpisivanja Daytonskog mirovnog sporazuma bilo je u sastavu tadašnje općine Skender Vakuf (Kneževo) koja je ušla u sastav Republike Srpske.

## Stanovništvo

### 1991.
Nacionalni sastav stanovništva 1991. godine, bio je sljedeći:
ukupno: 160
- Hrvati - 160

### 2013.
Nacionalni sastav stanovništva 2013. godine, bio je sljedeći:
ukupno: 19
- Hrvati -  19